# Прешов
Прешов (слч. Pre&#353;ov, мађ. Eperjes, рсн. Пряшев) је трећи по величини град у Словачкој и управно средиште истоименог Прешовског краја.
Прешов је познат као средиште гркокатолицизма и православља  у Словачкој.

## Географија
Прешов је смештен у источној половини државе. Престоница државе, Братислава, налази се 420 км југозападно.
Рељеф: Прешов се развио у истоименој Прешовској котлини, коју прави река Ториса. Надморска висина града је око 250 m. Оближње планине припадају планинском венцу Карпата. Западно од града је издиже Словачко рудогорје, док се источно издижу Сланске врхи.
Клима: Клима у Прешову је умерено континентална.
Воде: Кроз град протиче река Ториса, у средишњем делу свог тока. Она дели град на западни и источни део.

## Историја
Људска насеља на овом простору датирају још из палеолита (најстарији нађени предмети су стари око 28 000 година). Насеље под овим именом први пут се спомиње 1247. г., а статус слободног града добија 1374. г. Током следећих векова град је био у саставу Угарске. У другој половини 19. века град је доживео нагли развој и бројчано нарастао.
Крајем 1918. г. град је постао део новоосноване Чехословачке. Од 16. јуна 1919. до 7. јула 1919. је био главни град Словачке Совјетске Републике. У време комунизма град је нагло индустријализован, па је дошло до наглог повећања становништва - са 28.000 1950. г. на 91.000 1990. г. После осамостаљења Словачке град је постао њено значајно средиште, али је дошло и до проблема везаних за преструктурирање привреде.
Овде се налази Ортодоксна синагога у Прешову.

## Становништво
| Година:    | 1994.  | 2004.   | 2014.   | 2024.   |
| ---------- | ------ | ------- | ------- | ------- |
| Број људи: | 92 013 | 91 767  | 90 187  | 81 702  |
| Разлика:   |        | -0,26 % | -1,72 % | -9,40 % |

| Година:    | 2023.  | 2024.   |
| ---------- | ------ | ------- |
| Број људи: | 82 286 | 81 702  |
| Разлика:   |        | -0,70 % |

Данас Прешов има 91.638 становника и последњих година број становника стагнира.
Етнички састав: По попису из 2001. г. састав је следећи:
- Словаци - 94,7%,
- Русини и Украјинци - 1,4%,
- Роми - 1,2%,
- Чеси - 1,0%,
- остали - 0,7%.

Верски састав: По попису из 2001. г. састав је следећи:
- римокатолици - 66,8%,
- атеисти - 13,6%,
- гркокатолици - 4,8%,
- православци - 1,7%.

## Партнерски градови
- Праг
- Габрово
- Нови Сонч
- Њиређхаза
- Мукачеве
- Ремшајд
- Керацини
- Ла Курнев
- Brugherio
- Ришон Лецион
- Питсбург

## Галерија
- Обала реке Торисе у Прешову
- Римокатоличка катедрала
- Православна црква Александра Невског
- Градска кућа